# 브리튼스 갓 탤런트
《브리튼스 갓 탤런트》(영어: Britain's Got Talent, 약자:BGT)는 영국 ITV의 텔레비전 프로그램이다. 2007년 6월 9일 첫 방송을 시작했으며 현재까지도 방송중이다.

## 개요
매년 진행되는 시즌 마다 자신이 가지고 있는 재능을 보여주고 싶은 참가자들이 참가하여 경쟁을 하는 프로그램이다. 2019년 기준으로, 이 프로그램의 수상자는 음악가와 가수에서 다양한 연극, 마술사, 무용수까지 13명의 수상자를 보유하고 있다.
브리튼스 갓 탤런트는 평균적으로 한 시즌 당 990만 명의 시청자이 시청한다. 시즌 3에서 열린 생방송 결승전은 1730만 명의 시청자를 동원하여 방송 당시 64.6%의 시청률을 기록했다.

## 진행 방법

### 오디션
매년마다 시즌이 시작되기 전 2번의 오디션이 치러진다.
그 해의 시즌에 참가하고자 하는 참가자들은 먼저, 누가 공연을 하고 있는지에 대한 정보를 포함하는 신청서를 프로그램에 제출해야 한다. 1인, 1인, 2인, 3인 또는 소규모나 대규모 그룹 모두 그들이 나이, 고향, 배경에 대한 개인적인 세부사항, 그들의 재능에 대한 경험, 그리고 그들이 어떤 경험을 가지고 있는지에 대한 정보를 포함해야 한다.

### 심사위원의 결정
심사위원의 결정은 오디션이 끝난 후에 이루어지며, 심사위원들이 오디션에서 보인 묘기를 살펴본다. 심사위원들이 누구를 통과시킬지 결정하면, 그 참가자는 준결승에 진출할 수 있게된다.

### 준결승과 결승
오디션과 심사위원의 결정을 통과한 참가자들은 준결승과 결승에 참가하게 된다. 여기서는 버저라는 빨간색 버튼이 있는데, 이 버튼은 심사위원이 참가자가 보인 묘기 및 기술이 마음에 들지 않거나 별로라고 생각이 될 때 누른다. 이 버저를 심사위원 4명 모두 누르게되면 경기가 중단되며 이 버저는 심사위원들마다 각각 한 개씩 주어진다. 또 시즌 8부터 '골든 버저'라는 버튼(버저)가 생겼다. 이 버저는 심사위원이 참가자가 보인 묘기나 기술이 마음에 들면 골든 버저를 누른다. 이 버저를 심사위원 중 한 명이 누르게 될 시 바로 라이브쇼로 진출할 수 있는 혜택이 주어진다. 이 골든버저는 심사위원 석의 가운데인 어맨다 홀든과 알레샤 딕슨 가운데에 위치해있다. 보통은 심사위원과 공공 투표가 이어져 심사위원의 선택(YES)나 공공투표에서 과반수로 나오면 다음 경기로 갈수 있게된다.

## 출연자

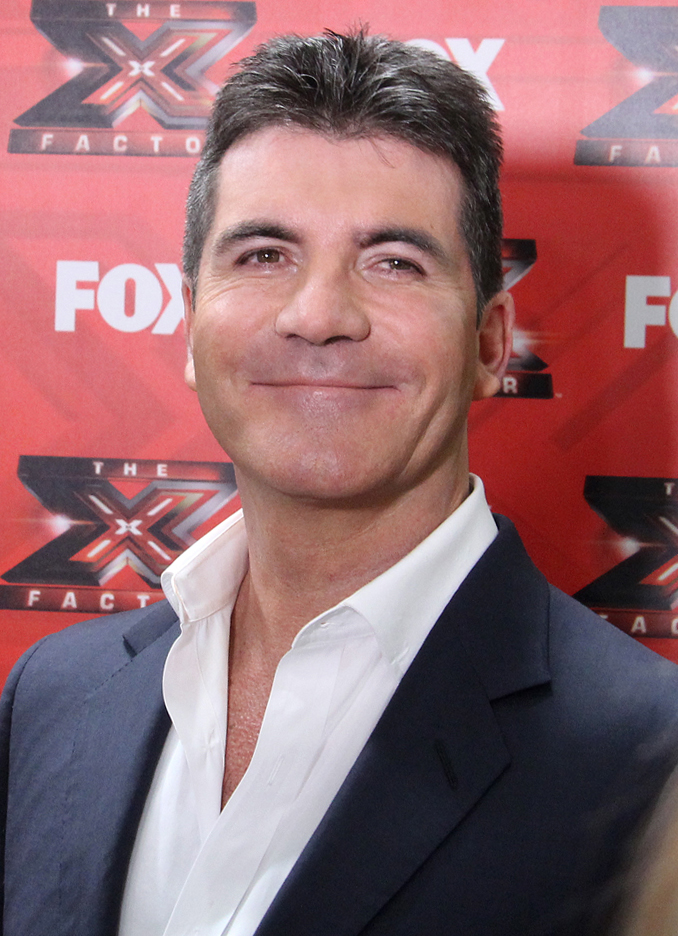
브리튼스 갓 탤런트의 제작자이자 심사위원인 사이먼 코웰

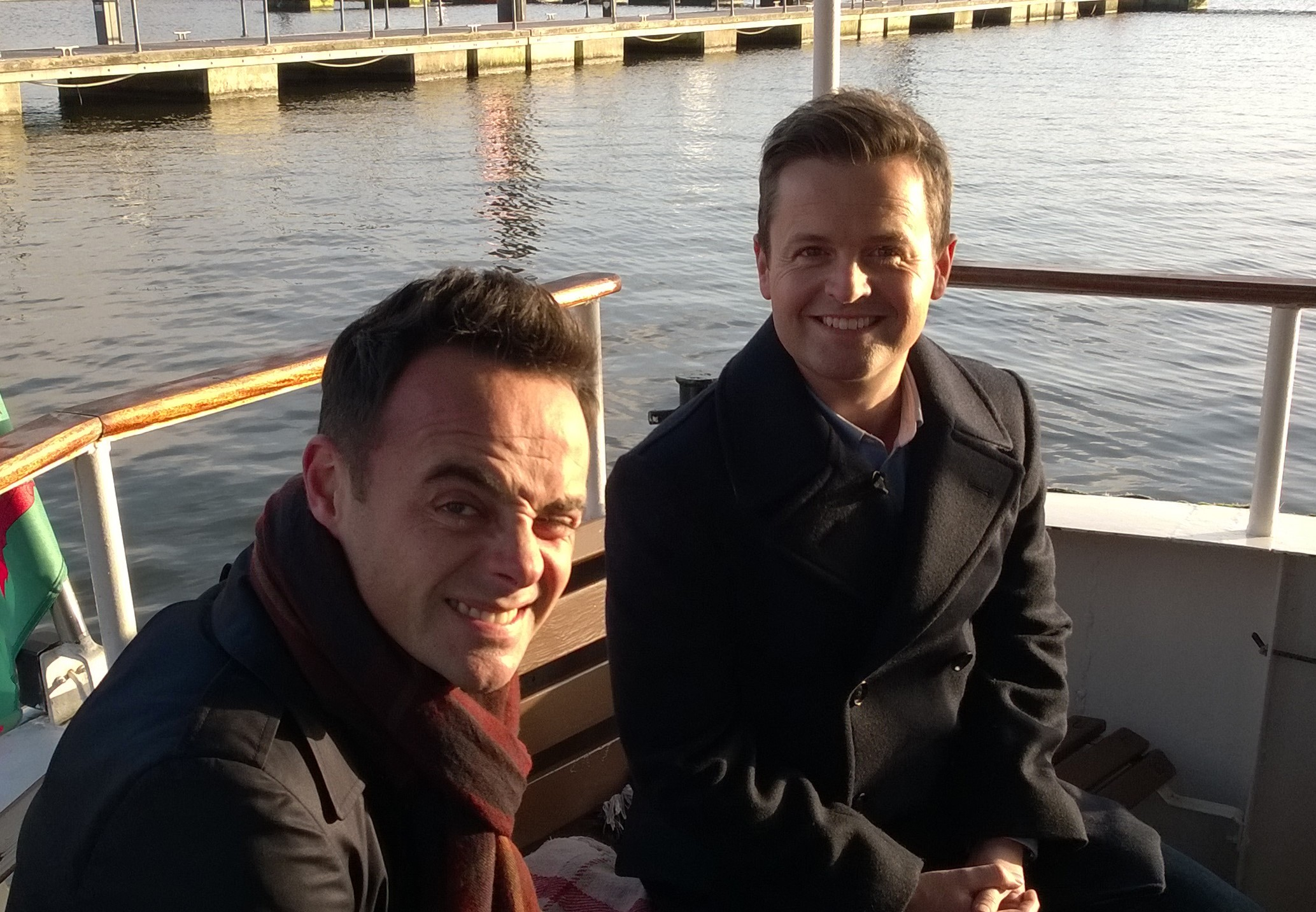
엔트 & 덱이라는 이름으로 함께 활동하고 있는 진행자 앤서니 맥파틀린과 데클런 도널리

### 심사위원
- 사이먼 코웰
- 어맨다 홀든
- 피어스 모건
- 데이비드 해셀호프
- 마이클 맥킨타이어
- 알레샤 딕슨
- 데이비드 월리엄스

| 시즌    | 심사위원    | 심사위원    | 심사위원          | 심사위원          | 게스트 심사위원                            |
| 시즌    | 1           | 2           | 3                 | 4                 | 게스트 심사위원                            |
| ------- | ----------- | ----------- | ----------------- | ----------------- | ------------------------------------------ |
| 시즌 1  | 사이먼 코웰 | 어만다 홀든 | 피어스 모건       | 빈칸              | 빈칸                                       |
| 시즌 2  | 사이먼 코웰 | 어만다 홀든 | 피어스 모건       | 빈칸              | 빈칸                                       |
| 시즌 3  | 사이먼 코웰 | 어만다 홀든 | 피어스 모건       | 빈칸              | 켈리 브룩                                  |
| 시즌 4  | 사이먼 코웰 | 어만다 홀든 | 피어스 모건       | 빈칸              | 루이 월시                                  |
| 시즌 5  | 사이먼 코웰 | 어만다 홀든 | 마이클 맥킨타이어 | 데이비드 해셀호프 | 루이 월시                                  |
| 시즌 6  | 사이먼 코웰 | 어만다 홀든 | 알레샤 딕슨       | 데이비드 월리엄스 | 카먼 일렉트라                              |
| 시즌 7  | 사이먼 코웰 | 어만다 홀든 | 알레샤 딕슨       | 데이비드 월리엄스 | 빈칸                                       |
| 시즌 8  | 사이먼 코웰 | 어만다 홀든 | 알레샤 딕슨       | 데이비드 월리엄스 | 앤트 & 덱 (앤서니 맥파틀린, 데클런 도널리) |
| 시즌 9  | 사이먼 코웰 | 어만다 홀든 | 알레샤 딕슨       | 데이비드 월리엄스 | 빈칸                                       |
| 시즌 10 | 사이먼 코웰 | 어만다 홀든 | 알레샤 딕슨       | 데이비드 월리엄스 | 캐슬린 윌리엄스                            |
| 시즌 11 | 사이먼 코웰 | 어만다 홀든 | 알레샤 딕슨       | 데이비드 월리엄스 | 빈칸                                       |
| 시즌 12 | 사이먼 코웰 | 어만다 홀든 | 알레샤 딕슨       | 데이비드 월리엄스 | 빈칸                                       |
| 시즌 13 | 사이먼 코웰 | 어만다 홀든 | 알레샤 딕슨       | 데이비드 월리엄스 | 빈칸                                       |
| 시즌 14 | 사이먼 코웰 | 어만다 홀든 | 알레샤 딕슨       | 데이비드 월리엄스 | 빈칸                                       |

### 진행자
- 앤서니 맥파틀린
- 데클런 도널리

## 시즌

### 시즌 별 수상자
| 시즌 | 시작일          | 종료일          | 상금     | 승자 (1위)                                         | 입상자 (2위)                          | 3위                                   | 영국 시청자 (단위 : 1만) |
| ---- | --------------- | --------------- | -------- | -------------------------------------------------- | ------------------------------------- | ------------------------------------- | ------------------------ |
| 1    | 2007년 6월 9일  | 2007년 6월 17일 | £100,000 | 폴 포츠                                            | 코니 탤벗                             | 데이먼 스콧                           | 8.38                     |
| 2    | 2008년 4월 12일 | 2008년 5월 31일 | £100,000 | 조지 샘프슨                                        | 시그니처                              | 앤드루 존스턴                         | 10.21                    |
| 3    | 2009년 4월 11일 | 2009년 5월 30일 | £100,000 | 다이버시티(Diversity)                              | 수잔 보일                             | 줄리언 스미스(Julian Smith)           | 13.36                    |
| 4    | 2010년 4월 17일 | 2010년 6월 5일  | £100,000 | 스펠바운드(Spelbound)                              | 트위스트 앤 펄스(Twist and Pulse)     | 키런 개프니(Kieran Gaffney)           | 11.05                    |
| 5    | 2011년 4월 16일 | 2011년 6월 4일  | £100,000 | 자이 맥다월(Jai McDowall)                          | 로넌 파크                             | 뉴 바운스(New Bounce)                 | 10.40                    |
| 6    | 2012년 3월 24일 | 2012년 5월 12일 | £500,000 | 애슐리와 퍼지(Ashleigh and Pudsey)                 | 조너선과 샬럿(Jonathan and Charlotte) | 온리 보이스 얼라우드(Only Boys Aloud) | 10.07                    |
| 7    | 2013년 4월 13일 | 2013년 6월 8일  | £250,000 | 어트랙션(Attraction)                               | 잭 캐럴(Jack Carroll)                 | 리처드 앤 애덤(Richard & Adam)        | 9.71                     |
| 8    | 2014년 4월 12일 | 2014년 6월 7일  | £250,000 | 컬러브로                                           | 루시 케이(Lucy Kay)                   | 바스 앤 멜로디                        | 9.84                     |
| 9    | 2015년 4월 11일 | 2015년 5월 31일 | £250,000 | 줄스 오드와이어 앤 마티스(Jules O'Dwyer & Matisse) | 제이미 레이븐(Jamie Raven)            | 이스골 글라나이수이(Ysgol Glanaethwy) | 9.31                     |
| 10   | 2016년 4월 9일  | 2016년 5월 28일 | £250,000 | 리처드 존스(Richard Jones)                         | 웨인 우드워드(Wayne Woodward)         | 부기 스톰(Boogie Storm)               | 9.43                     |
| 11   | 2017년 4월 15일 | 2017년 6월 3일  | £250,000 | 토키오 마이어스(Tokio Myers)                       | 이시 심슨(Issy_Simpson)               | 달리소 차폰다(Daliso Chaponda)        | 9.12                     |
| 12   | 2018년 4월 14일 | 2018년 6월 3일  | £250,000 | 리 리들리(Lee Ridley)                              | 로버트 화이트(Robert White)           | 돈체즈 데이커스(Donchez Dacres)       | 8.33                     |
| 13   | 2019년 4월 6일  | 2019년 6월 2일  | £250,000 | 콜린 새커리(Colin Thackery)                        | X (마크 스펠먼)                       | 벤 하트(Ben Hart)                     | -                        |

- 상금 외에도 승자들은 우승한 해에 로얄 버라이어티 퍼포먼스(영어: Royal Variety Performance)에 참여할 기회가 주어진다.

### 시즌 1 (2007년)
시즌 1은 2007년 6월 9일부터 2007년 6월 17일까지 방송되었다. 우승은 폴 포츠가 차지했다.

### 시즌 2 (2008년)
시즌 2는 2008년 4월 12일부터 2008년 5월 31일까지 방송되었으며 시즌 1의 성공에 따라 ITV가 요청하여 시즌 2가 제작되었다.

### 시즌 3 (2009년)
시즌 3는 2009년 4월 11일부터 2009년 5월 30일까지 방송되었다.

### 시즌 14 (2020년)
시즌 14는 두 부분으로 나뉘어 방송되는데, 첫 번째 시즌는 사전 녹화된 오디션 에피소드로 구성되며, 두 번째 시즌는 라이브 라운드가 포함된 것으로 나중에 방송될 것이다. 이 시즌을 두 부분으로 나누기로 결정한 것은 코로나바이러스감염증-19 유행과 그에 따른 영국 정부의 폐쇄로 인해 나누어 졌다.

## 브리튼스 갓 탤런트 앱
2010년부터 애플의 앱스토어와 구글플레이에서 브리튼스 갓 탤런트 앱을 이용할 수 있게 되었다. 앱의 기능은 매년 다르지만 항상 골든 버저, 버저, 여론조사 또는 퀴즈 등과 같은 기능이 포함되어있다. 이 앱은 모두 영국에서만 사용할 수 있으며, 그 외 국가나 지역에서는 사용이 불가하다.

## 같이 보기
- 코리아 갓 탤런트
- 갓 탤런트
- 아메리카 갓 탤런트
- 더 엑스 팩터
- 아메리칸 아이돌
- 오디션
- 탤런트